# Operación expresa (Metro de Santiago)
La operación expresa del Metro de Santiago corresponde a servicios de trenes que utilizan un sistema de colores para la detención alternada en las estaciones de la línea en la que operan. Estos corresponden al color rojo, llamándose ruta roja, y al verde, ruta verde dando origen a las estaciones correspondientes. Cuando en la estación se detienen ambas rutas se denomina estación común.
El servicio se encuentra disponible en las líneas 2, 4 y 5 del Metro de Santiago durante los horarios de mayor demanda, esto es, los horarios punta mañana y tarde en ambos sentidos del viaje. Se ubican de manera intercalada según la totalidad de las estaciones que conforman la línea en cuestión, siendo seguidas en el caso de una estación común. Fueron inauguradas en Línea 4 en 2007 cuando se inició la operación expresa en el Metro como forma de aumentar la capacidad de transporte en dicha línea, replicándose posteriormente en las líneas 2 y 5.

## Historia
Consistente en la detención alternada de los trenes en las estaciones, las cuales se identifican con los colores rojo y verde, este servicio debutó, primeramente, en la Línea 4 el 20 de agosto de 2007 como forma de aumentar la oferta de trenes en la hora punta mañana, la cual equivalía a tener dos trenes adicionales. Originalmente solo cubría el tramo Tobalaba a Plaza de Puente Alto entre las 06:00 y 09:00 horas. Al cabo del tiempo, se suma a contar del 10 de diciembre del mismo año la operación en el horario punta tarde, pero esta vez en el trayecto Plaza de Puente Alto a Tobalaba, es decir, la ruta contraria al horario matutino. Con el paso del tiempo se unificó la operación en ambos sentidos del servicio de trenes de esta línea, quedando con operación en los horarios punta de la mañana y tarde.
Hacia 2008, específicamente el 17 de noviembre, se suma la Línea 5 a la operación con ruta expresa en los horarios punta del servicio, esto es, de 06:00 a 09:00 en la mañana y de 18:00 a 21:00 por las tardes en el sentido contrario a la demanda, esto es, en la mañana hacia Vicente Valdés y por la tarde en el trayecto a Quinta Normal. Al igual que en la Línea 4 se utilizan los colores rojo y verde para identificar las estaciones. Asimismo, la ruta verde solo llegaba hasta estación Santa Ana mientras que la ruta roja continuaba hasta Quinta Normal.
Sin embargo, el 26 de octubre de 2009 se suma la Línea 2 a la ruta expresa compartiendo las mismas características de las líneas anteriores, con la salvedad que en un principio los trenes de la ruta verde solo llegaban hasta estación Einstein, debiendo el pasajero tomar la ruta roja en esta estación para continuar hasta Vespucio Norte. A esto se suma el cambio de color que sufrieron algunas de las estaciones correspondientes a Línea 4 por la inauguración de la estación San José de la Estrella a finales de octubre del mismo año.
Con las extensiones a Pudahuel, y a Maipú posteriormente, de la Línea 5, la operación expresa en esta línea quedó conformada por estaciones ruta roja desde la estación Quinta Normal a Pudahuel, quedando la ruta verde solo hasta la primera, hasta la inauguración de la extensión a Maipú en donde las estaciones quedaron como estaciones comunes desde Quinta Normal hasta Plaza de Maipú.[cita requerida]
No obstante, durante 2013 se producen cambios significativos en la estructura de las rutas expresas en las líneas 2 y 5. Mientras que la primera pasó a poseer este servicio en toda su extensión, desde La Cisterna a Vespucio Norte, en la segunda la se extendió hasta la estación Pudahuel quedando el resto de las estaciones como comunes a partir de este punto.
Posteriormente hacia 2014, desde el 14 de abril, comenzó la operación expresa en la totalidad de la Línea 5 lo cual significó que las estaciones que funcionaban como comunes después de la estación Pudahuel pasaron a formar parte de las rutas roja y verde, conservando los criterios anteriormente mencionados.
Ya con la operación expresa funcionando en todas las estaciones de las líneas 2, 4 y 5, el 30 de noviembre de 2015 se suma el horario de almuerzo a Línea 4, de 12:00 a 15:00 horas, conservando las características del funcionamiento en horas puntas pero con trenes cortos, tres vagones por unidad, disminuyendo el tiempo de viaje en este horario.
El 25 de septiembre de 2017 se producen nuevamente cambios en la operación del servicio expreso del Metro. Esta vez ocurren en las líneas 2 y 5, en las cuales cambian de color cinco estaciones (dos en la Línea 2 y tres en la Línea 5) de cara a la entrada en operación de la Línea 6.
El 18 de octubre de 2019 debido a las protestas originadas por el alza de pasaje la operación expreso fue suspendida debido a los daños que sufrieron las estaciones en algunos tramos de las líneas 2, 4 y 5. El 6 de enero de 2020 la operación expresa fue restablecida solo en la Línea 2, pero fue suspendida nuevamente el 24 de marzo de 2020 debido a la pandemia de COVID-19.
El 13 de abril de 2022, y tras una suspensión de dos años debido a la pandemia de COVID-19, Metro de Santiago anunció la reanudación del servicio expreso. El 18 de abril se reanudó en la Línea 4, mientras que el 2 de mayo de 2022 en las líneas 2 y 5. Esta operación funciona en los horarios punta —de 6:00-9:00 y de 18:00-21:00 horas de lunes a viernes—. No se retomó el servicio expreso de horario de almuerzo en Línea 4.
El 27 de febrero de 2023, se efectuaron cambios en la ruta expresa de Línea 5, en dónde las estaciones Rodrigo de Araya y Camino Agrícola pasaron a ser ruta verde a ruta roja, Carlos Valdovinos cambió de ruta roja a ruta verde y San Joaquín pasó de roja a estación común.

## Estación Ruta Roja

Logo que indica que la estación corresponde a la ruta roja.

Letrero usado en trenes.

Estación Ruta Roja es la denominación que reciben las estaciones del Metro de Santiago en donde se detienen los trenes correspondientes a la Ruta Roja de la operación expresa. Las estaciones pertenecientes a la ruta roja son:
| Línea 2          | Línea 4           | Línea 5           |
| ---------------- | ----------------- | ----------------- |
| Dorsal           | Príncipe de Gales | Santiago Bueras   |
| Cementerios      | Los Orientales    | Monte Tabor       |
| Patronato        | Los Presidentes   | Barrancas         |
| Parque O'Higgins | Las Torres        | Blanqueado        |
| El Llano         | Trinidad          | Quinta Normal     |
| Lo Vial          | Los Quillayes     | Parque Bustamante |
| Ciudad del Niño  | Las Mercedes      | Rodrigo de Araya  |
| El Bosque        |                   | Camino Agrícola   |
| Copa Lo Martínez |                   | Mirador           |

## Estación Ruta Verde

Logo que indica que la estación corresponde a la ruta verde.

Letrero usado en trenes.

Estación Ruta Verde es la denominación que reciben las estaciones del Metro de Santiago en donde se detienen los trenes correspondientes a la Ruta Verde de la operación expresa. Las estaciones pertenecientes a la ruta verde son:
| Línea 2       | Línea 4                   | Línea 5           |
| ------------- | ------------------------- | ----------------- |
| Einstein      | Cristóbal Colón           | Del Sol           |
| Cerro Blanco  | Simón Bolívar             | Las Parcelas      |
| Toesca        | Grecia                    | Lo Prado          |
| Rondizzoni    | Quilín                    | Gruta de Lourdes  |
| San Miguel    | Rojas Magallanes          | Cumming           |
| Departamental | San José de la Estrella   | Santa Isabel      |
| El Parrón     | Protectora de la Infancia | Carlos Valdovinos |
| Observatorio  |                           | Pedrero           |

## Estación Común

Logo que indica que la estación corresponde a una estación común.

Estación Común es la denominación que reciben las estaciones del Metro de Santiago en donde se detienen los trenes de ambas rutas (Roja y Verde) de la operación expresa. Estas estaciones son definidas según criterios de demanda en la que se hace necesario tener una mayor cantidad de trenes que se detengan en la estación, así como también en las estaciones de combinación con otra línea. También las estaciones pueden pasar a ser comunes durante el horario común del servicio temporalmente en casos especiales, como por ejemplo, en días de partidos de fútbol o interrupciones totales o parciales del servicio.
Las estaciones que son consideradas comunes son:
| Línea 2            | Línea 4                 | Línea 5                  |
| ------------------ | ----------------------- | ------------------------ |
| Vespucio Norte     | Tobalaba                | Plaza de Maipú           |
| Zapadores          | Francisco Bilbao        | Laguna Sur               |
| Puente Cal y Canto | Plaza Egaña             | Pudahuel                 |
| Santa Ana          | Macul                   | San Pablo                |
| Los Héroes         | Vicuña Mackenna         | Santa Ana                |
| Franklin           | Vicente Valdés          | Plaza de Armas           |
| Lo Ovalle          | Elisa Correa            | Bellas Artes             |
| La Cisterna        | Hospital Sótero del Río | Baquedano                |
| Hospital El Pino   | Plaza de Puente Alto    | Irarrázaval              |
|                    |                         | Ñuble                    |
|                    |                         | San Joaquín              |
|                    |                         | Bellavista de La Florida |
|                    |                         | Vicente Valdés           |